# Округ Медисон (Тенеси)
Округ Медисон (енгл. Madison County) је округ у америчкој савезној држави Тенеси.

## Демографија
По попису из 2010. године број становника је 98.294, што је 6.457 (7,0%) становника више него 2000. године.
| Група             | 2000.          | 2010.          |
| Белци             | 59.153 (64,4%) | 57.060 (58,1%) |
| Афроамериканци    | 29.810 (32,5%) | 35.636 (36,3%) |
| Азијати           | 578 (0,6%)     | 918 (0,9%)     |
| Хиспаноамериканци | 1.572 (1,7%)   | 3.306 (3,4%)   |
| Укупно            | 91.837         | 98.294         |